# Список папірусів Нового Заповіту

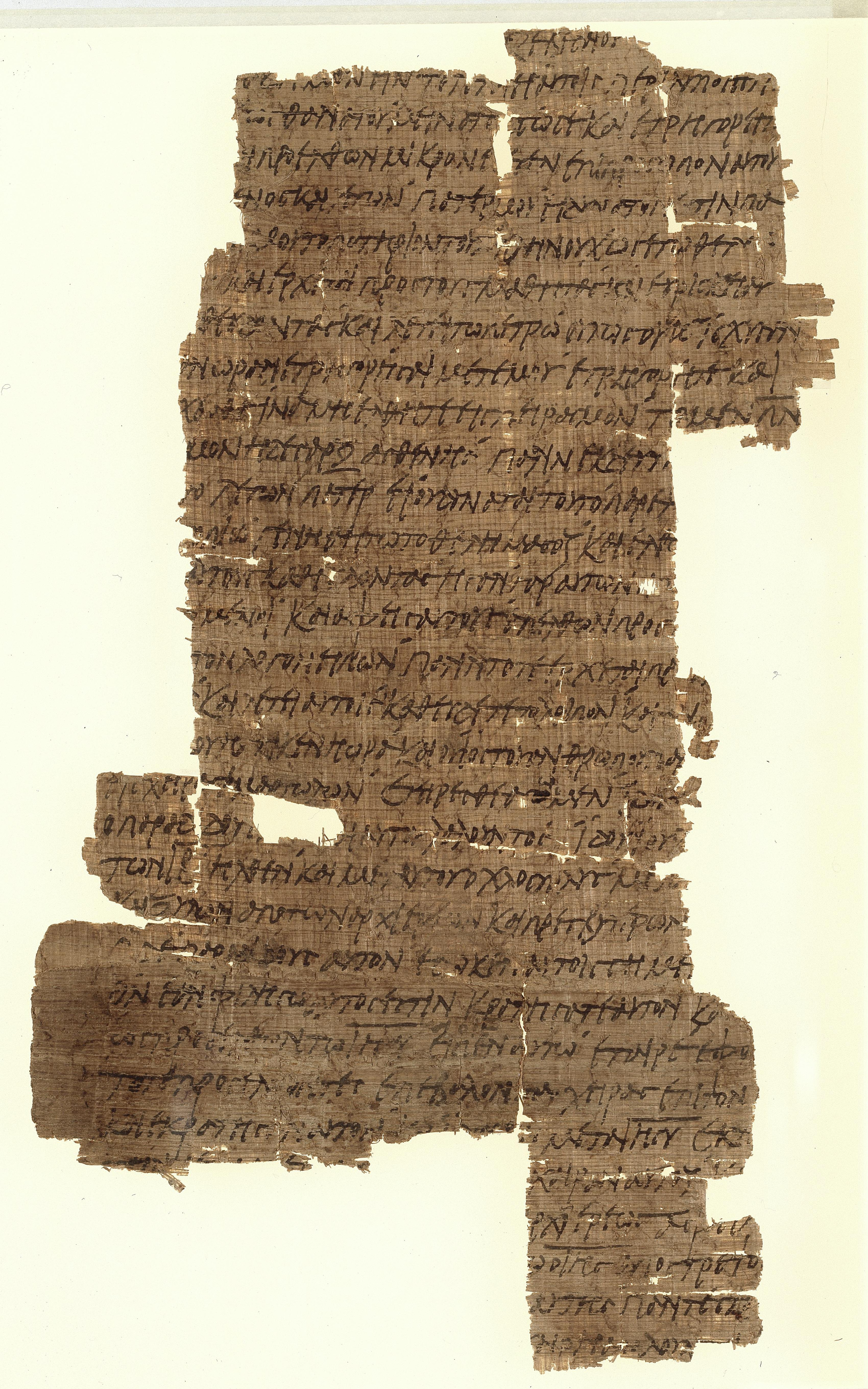
Verso (зворотний бік) Папіруса 37

Папіруси Нового Заповіту — фрагменти грецьких списків Нового Завіту, написані на папірусі, які датуються II–VII століттями. На сьогодні відомо 127 папірусів Нового Завіту, що систематизовані Інститутом дослідження Нового Заповіту (INTF) в Мюнстері . Папіруси відіграють вирішальну роль при дослідженні новозавітних текстів .
Кожен папірус цитується у виданні Нового Завіту грецькою (Нестле–Аланда).

## Список усіх зареєстрованих папірусів Нового Завіту
- P-номера — зі стандартної системи Gregory-Aland.
- Похибка датування може становити близько 50 років (у бік збільшення).
- У змісті вказується найближчі розділи, вірші тут не враховуються. Отже багато папірусів становлять лише невеликі фрагменти, а не цілі розділи. Наприклад, {\displaystyle {\mathfrak {P}}^{52}} містить 8 рядків з 40 18 розділу Євангелія від Іоанна.

| Рукописи, наведені на бежевому тлі, належать до Оксіринхських папірусів                                                         |
| Рукописи, наведені на блакитному тлі, належать до Бодмерських папірусів                                                         |
| Рукописи, наведені на рожевому тлі, належать до Папірусів Честера Бітті з однойменної бібліотеки та Мічиганського університету. |

| Назва                                                                     | Дата    | Зміст                                                                           | Організація                                                                                          | Ref #                              | Місто, регіон            | Країна                  |
| ------------------------------------------------------------------------- | ------- | ------------------------------------------------------------------------------- | --- | ---------------------------------- | ------------------------ | ----------------------- |
| {\displaystyle {\mathfrak {P}}^{1}}                                       | 250     | Матвій 1                                                                        | Пенсильванський університет                                                                          | P. Oxy. 2; E 2746                  | Філадельфія Пенсільванія | США                     |
| {\displaystyle {\mathfrak {P}}^{2}}                                       | 550     | Іоанн 12                                                                        | Національний археологічний музей                                                                     | Inv. 7134                          | Флоренція                | Італія                  |
| {\displaystyle {\mathfrak {P}}^{3}}                                       | 600     | Лука 7,10                                                                       | Австрійська національна бібліотека                                                                   | Pap. G. 2323                       | Відень                   | Австрія                 |
| {\displaystyle {\mathfrak {P}}^{4}}                                       | 175-250 | Лука 1-6                                                                        | Національна бібліотека Франції                                                                       | Suppl. Gr. 1120                    | Париж                    | Франція                 |
| {\displaystyle {\mathfrak {P}}^{5}}                                       | 250     | Іоанн 1,16,20                                                                   | Британська бібліотека                                                                                | P. Oxy. 208. 1781; Inv. 782. 2484  | Лондон                   | Велика Британія         |
| {\displaystyle {\mathfrak {P}}^{6}}                                       | 350     | Іоанн 10,11                                                                     | Національна й університетська бібліотека Страсбурга                                                  | Pap. copt. 379. 381. 382. 384      | Страсбург                | Франція                 |
| {\displaystyle {\mathfrak {P}}^{7}}                                       | 300(?)  | Лука 4                                                                          | Національна бібліотека України                                                                       | Petrov 553                         | Київ                     | Україна                 |
| {\displaystyle {\mathfrak {P}}^{8}}                                       | 350     | Діяння 4-6                                                                      | Державні музеї Берліна                                                                               | Inv. 8683                          | Берлін                   | Німеччина               |
| {\displaystyle {\mathfrak {P}}^{9}}                                       | 250     | 1 Іван 4                                                                        | Гоутонська бібліотека, Гарвард                                                                       | P. Oxy. 402; Inv. 3736             | Кембридж Массачусетс     | США                     |
| {\displaystyle {\mathfrak {P}}^{10}}                                      | 350     | Римлянам 1                                                                      | Гоутонська бібліотека, Гарвард                                                                       | P. Oxy. 209; Inv. 2218             | Кембридж Массачусетс     | США                     |
| {\displaystyle {\mathfrak {P}}^{11}}                                      | 550     | 1-е послання до коринтян 1-7                                                    | Російська національна бібліотека                                                                     | Gr. 258A                           | Санкт-Петербург          | Росія                   |
| {\displaystyle {\mathfrak {P}}^{12}}                                      | 250     | Євр 1                                                                           | Морганівська бібліотека і музей                                                                      | Pap. Gr. 3; P. Amherst 3b          | Нью-Йорк                 | США                     |
| {\displaystyle {\mathfrak {P}}^{13}}                                      | 250     | Євр 2-5,10-12                                                                   | Британська бібліотека Бібліотека Лауренціана                                                         | P. Oxy. 657; Inv. 1532 v PSI 1292  | Лондон Флоренція         | Велика Британія Італія  |
| {\displaystyle {\mathfrak {P}}^{14}}                                      | 450     | 1 Кор 1-3                                                                       | Монастир Святої Катерини                                                                             | 14                                 | Синай                    | Єгипет                  |
| {\displaystyle {\mathfrak {P}}^{15}}                                      | 250     | 1 Кор 7-8                                                                       | Каїрський єгипетський музей                                                                          | P. Oxy. 1008; JE 47423             | Каїр                     | Єгипет                  |
| {\displaystyle {\mathfrak {P}}^{16}}                                      | 300     | Послання до филип'ян 3-4                                                        | Каїрський єгипетський музей                                                                          | P. Oxy. 1009; JE 47424             | Каїр                     | Єгипет                  |
| {\displaystyle {\mathfrak {P}}^{17}}                                      | 350     | Послання до євреїв 9                                                            | Бібліотека Кембриджського університету                                                               | P. Oxy. 1078; Add. 5893            | Кембридж                 | Велика Британія         |
| {\displaystyle {\mathfrak {P}}^{18}}                                      | 300     | Об'явлення 1 †                                                                  | Британська бібліотека                                                                                | P. Oxy. 1079; Inv. 2053v           | Лондон                   | Велика Британія         |
| {\displaystyle {\mathfrak {P}}^{19}}                                      | 400     | Матвій 10-11 †                                                                  | Бодліанська бібліотека                                                                               | P. Oxy. 1170; Gr. bibl. d. 6 (P)   | Оксфорд                  | Велика Британія         |
| {\displaystyle {\mathfrak {P}}^{20}}                                      | 250     | Послання Якова 2-3 †                                                            | Принстонський університет                                                                            | P. Oxy. 1171; AM 4117              | Принстон New Jersey      | США                     |
| {\displaystyle {\mathfrak {P}}^{21}}                                      | 400     | Євангеліє від Матвія 12 †                                                       | Мюленберзький коледж                                                                                 | P. Oxy. 1227; Theol. Pap. 3        | Аллентаун Пенсільванія   | США                     |
| {\displaystyle {\mathfrak {P}}^{22}}                                      | 250     | Євангеліє від Іоанна 15-16 †                                                    | Університет Глазго                                                                                   | P. Oxy. 1228; MS 2-X.I             | Глазго                   | Велика Британія         |
| {\displaystyle {\mathfrak {P}}^{23}}                                      | 250     | Послання Якова 1 †                                                              | Іллінойський університет                                                                             | P. Oxy. 1229; G. P. 1229           | Урбана (Іллінойс)        | США                     |
| {\displaystyle {\mathfrak {P}}^{24}}                                      | 350     | Об'явлення 5-6 †                                                                | Франклінська бібліотека Ендоверська ньютонська теологічна школа                                      | P. Oxy. 1230; OP 1230              | Ньютон Массачусетс       | США                     |
| {\displaystyle {\mathfrak {P}}^{25}}                                      | 350     | Євангеліє від Матвія 18-19 †                                                    | Державні музеї Берліна                                                                               | Inv. 16388                         | Берлін                   | Німеччина               |
| {\displaystyle {\mathfrak {P}}^{26}}                                      | 600     | Послання до римлян 1 †                                                          | Брідвельська бібліотека Південний методистський університет                                          | P. Oxy. 1354                       | Даллас                   | США                     |
| {\displaystyle {\mathfrak {P}}^{27}}                                      | 250     | Послання до римлян 8-9 †                                                        | Бібліотека Кембриджського університету                                                               | P. Oxy. 1355; Add. 7211            | Кембридж                 | Велика Британія         |
| {\displaystyle {\mathfrak {P}}^{28}}                                      | 250     | Євангеліє від Іоанна 6 †                                                        | Палестинський інститутський музей Тихоокеанська школа релігії                                        | P. Oxy. 1596; Pap. 2               | Берклі Каліфорнія        | США                     |
| {\displaystyle {\mathfrak {P}}^{29}}                                      | 250     | Діяння святих апостолів 26 †                                                    | Бодліанська бібліотека                                                                               | P. Oxy. 1597; Gr. bibl. g. 4 (P)   | Оксфорд                  | Велика Британія         |
| {\displaystyle {\mathfrak {P}}^{30}}                                      | 250     | 1 Сол 4-5; 2 Сол 1                                                              | Гентський університет                                                                                | P. Oxy. 1598; Inv. 61              | Гент                     | Бельгія                 |
| {\displaystyle {\mathfrak {P}}^{31}}                                      | 650     | Послання до римлян 12 †                                                         | Бібліотека Джона Райландса                                                                           | P. Ryl. 4; Gr. P. 4                | Манчестер                | Велика Британія         |
| {\displaystyle {\mathfrak {P}}^{32}}                                      | 200     | Послання до Тита 1-2 †                                                          | Бібліотека Джона Райландса                                                                           | P. Ryl. 5; G. P. 5                 | Манчестер                | Велика Британія         |
| {\displaystyle {\mathfrak {P}}^{33}}={\displaystyle {\mathfrak {P}}^{58}} | 550     | Діяння 7 †                                                                      | Австрійська національна бібліотека                                                                   | Pap. G. 17973, 26133, 35831, 39783 | Відень                   | Австрія                 |
| {\displaystyle {\mathfrak {P}}^{34}}                                      | 650     | 1 Кор 16; 2 Кор 5,10-11                                                         | Австрійська національна бібліотека                                                                   | Pap. G. 39784                      | Відень                   | Австрія                 |
| {\displaystyle {\mathfrak {P}}^{35}}                                      | 350(?)  | Матвій 25                                                                       | Бібліотека Лауренціана                                                                               | PSI 1                              | Флоренція                | Італія                  |
| {\displaystyle {\mathfrak {P}}^{36}}                                      | 550     | Іоанн 3                                                                         | Бібліотека Лауренціана                                                                               | PSI 3                              | Флоренція                | Італія                  |
| {\displaystyle {\mathfrak {P}}^{37}}                                      | 300     | Матвій 26                                                                       | Мічиганський університет                                                                             | P. Mich. 137; Inv. 1570            | Енн-Арбор Мічиган        | США                     |
| {\displaystyle {\mathfrak {P}}^{38}}                                      | 300     | Діяння 18-19                                                                    | Мічиганський університет                                                                             | P. Mich. 138; Inv. 1571            | Енн-Арбор                | США                     |
| {\displaystyle {\mathfrak {P}}^{39}}                                      | 250     | Євангеліє від Іоанна 8                                                          | Бібліотека Амброзія Свосі                                                                            | P. Oxy. 1780; Inv. 8864            | Рочестер Нью-Йорк        | США                     |
| {\displaystyle {\mathfrak {P}}^{40}}                                      | 250     | Послання до римлян 1-4,6,9                                                      | Інститут папірології Гайдельберзький університет                                                     | P. Bad. 57; Inv. 45                | Гайдельберг              | Німеччина               |
| {\displaystyle {\mathfrak {P}}^{41}}                                      | 750     | Діяння 17-22                                                                    | Австрійська національна бібліотека                                                                   | Pap. K. 7541-48                    | Відень                   | Австрія                 |
| {\displaystyle {\mathfrak {P}}^{42}}                                      | 700     | Лука 1-2                                                                        | Австрійська національна бібліотека                                                                   | Pap. K. 8706                       | Відень                   | Австрія                 |
| {\displaystyle {\mathfrak {P}}^{43}}                                      | 600     | Об'явлення 2,15-16                                                              | Британська бібліотека                                                                                | Inv. 2241                          | Лондон                   | Велика Британія         |
| {\displaystyle {\mathfrak {P}}^{44a}}                                     | 600     | Іоанн 10                                                                        | Музей мистецтва Метрополітен                                                                         | Inv. 14. 1. 527, 1 fol             | Нью-Йорк                 | США                     |
| {\displaystyle {\mathfrak {P}}^{44b}}                                     | 600     | Матвій 17-18,25; Іоанн 9,12                                                     | Музей мистецтва Метрополітен                                                                         | Inv. 14. 1. 527                    | Нью-Йорк                 | США                     |
| {\displaystyle {\mathfrak {P}}^{45}}                                      | 250     | Матвій 20-21,25-26; Марк 4-9,11-12; Лука 6-7,9-14; Іоанн 4-5,10-11; Діяння 4-17 | Бібліотека Честера Бітті Австрійська національна бібліотека                                          | P. Chest. B. I Pap. g. 31974       | Дублін Відень            | Ірландія Австрія        |
| {\displaystyle {\mathfrak {P}}^{46}}                                      | 200     | Рим 5-6,8-16; 1 Кор; 2 Кор; Гал; Еф; Фил; Кол; 1 Сол; Євр                       | Бібліотека Честера Бітті Мічиганський університет                                                    | P. Chest. B. II Inv. 6238          | Дублін Енн-Арбор         | Ірландія США            |
| {\displaystyle {\mathfrak {P}}^{47}}                                      | 250     | Об'явлення 9-17                                                                 | Бібліотека Честера Бітті                                                                             | P. Chest. B. III                   | Дублін                   | Ірландія                |
| {\displaystyle {\mathfrak {P}}^{48}}                                      | 250     | Діяння святих апостолів 23                                                      | Бібліотека Лауренціана                                                                               | PSI 1165                           | Флоренція                | Італія                  |
| {\displaystyle {\mathfrak {P}}^{49}}                                      | 250     | Послання до ефесян 4-5                                                          | Бібліотека Єльського університету                                                                    | P. 415                             | Нью-Гейвен Коннектикут   | США                     |
| {\displaystyle {\mathfrak {P}}^{50}}                                      | 400     | Діяння святих апостолів 8,10                                                    | Бібліотека Єльського університету                                                                    | P. 1543                            | Нью-Гейвен Коннектикут   | США                     |
| {\displaystyle {\mathfrak {P}}^{51}}                                      | 400     | Послання до галатів 1                                                           | Ашмолеан музей                                                                                       | P. Oxy. 2157                       | Оксфорд                  | Велика Британія         |
| {\displaystyle {\mathfrak {P}}^{52}}                                      | 150     | Іоанн 18,31-33.37-38                                                            | Бібліотека Джона Райландса                                                                           | Gr. P. 457                         | Манчестер                | Велика Британія         |
| {\displaystyle {\mathfrak {P}}^{53}}                                      | 250     | Матвій 26; Діяння 9-10                                                          | Мічиганський університет                                                                             | Inv. 6652                          | Енн-Арбор Мічиган        | США                     |
| {\displaystyle {\mathfrak {P}}^{54}}                                      | 500     | Послання Якова 2-3                                                              | Принстонський університет                                                                            | P. Princ. 15; Garrett Depots 7742  | Принстон Нью-Джерсі      | США                     |
| {\displaystyle {\mathfrak {P}}^{55}}                                      | 600     | Євангеліє від Іоанна 1                                                          | Австрійська національна бібліотека                                                                   | Pap. G. 26214                      | Відень                   | Австрія                 |
| {\displaystyle {\mathfrak {P}}^{56}}                                      | 500     | Діяння святих апостолів 1                                                       | Австрійська національна бібліотека                                                                   | Pap. G. 19918                      | Відень                   | Австрія                 |
| {\displaystyle {\mathfrak {P}}^{57}}                                      | 400     | Діяння святих апостолів 4-5                                                     | Австрійська національна бібліотека                                                                   | Pap. G. 26020                      | Відень                   | Австрія                 |
| {\displaystyle {\mathfrak {P}}^{58}}={\displaystyle {\mathfrak {P}}^{33}} | 550     | Діяння святих апостолів 15 †                                                    | Австрійська національна бібліотека                                                                   | Pap. G. 17973, 26133, 35831, 39783 | Відень                   | Австрія                 |
| {\displaystyle {\mathfrak {P}}^{59}}                                      | 650     | Іоанн 1-2,11-12,17-18,21                                                        | Морганівська бібліотека і музей                                                                      | P. Colt 3                          | Нью-Йорк                 | США                     |
| {\displaystyle {\mathfrak {P}}^{60}}                                      | 650     | Іоанн 16-19                                                                     | Морганівська бібліотека і музей                                                                      | P. Colt 4                          | Нью-Йорк                 | США                     |
| {\displaystyle {\mathfrak {P}}^{61}}                                      | 700     | Рим 16; 1 Кор 1,5; Фил 3; Кол 1,4; 1 Сол 1; Тит 3; Фил                          | Морганівська бібліотека і музей                                                                      | P. Colt 5                          | Нью-Йорк                 | США                     |
| {\displaystyle {\mathfrak {P}}^{62}}                                      | 350     | Матвій 11                                                                       | Бібліотека університету Осло                                                                         | Inv. 1661                          | Осло                     | Норвегія                |
| {\displaystyle {\mathfrak {P}}^{63}}                                      | 500     | Іоанн 3-4                                                                       | Державні музеї Берліна                                                                               | Inv. 11914                         | Берлін                   | Німеччина               |
| {\displaystyle {\mathfrak {P}}^{64}}={\displaystyle {\mathfrak {P}}^{67}} | 200     | Матвій 3,5,26                                                                   | Магдаленський коледж Фундація святого євангеліста Луки                                               | Gr. 18 Inv. I                      | Оксфорд Барселона        | Велика Британія Іспанія |
| {\displaystyle {\mathfrak {P}}^{65}}                                      | 250     | 1 Сол 1-2                                                                       | Національний археологічний музей                                                                     | PSI 1373                           | Флоренція                | Італія                  |
| {\displaystyle {\mathfrak {P}}^{66}}                                      | 200     | Іоанн                                                                           | Бодмерська бібліотека                                                                                | P. Bodmer II                       | Женева                   | Швейцарія               |
| {\displaystyle {\mathfrak {P}}^{68}}                                      | 650(?)  | 1 Кор 4-5                                                                       | Російська національна бібліотека                                                                     | Gr. 258B                           | Санкт-Петербург          | Росія                   |
| {\displaystyle {\mathfrak {P}}^{69}}                                      | 250     | Євангеліє від Луки 22                                                           | Ашмолеан музей                                                                                       | P. Oxy. 2383                       | Оксфорд                  | Велика Британія         |
| {\displaystyle {\mathfrak {P}}^{70}}                                      | 250     | Матвій 2-3,11-12,24                                                             | Ашмолеан музей Національний археологічний музей Флоренції                                            | P. Oxy. 2384 CNR 419, 420          | Оксфорд Флоренція        | Велика Британія Італія  |
| {\displaystyle {\mathfrak {P}}^{71}}                                      | 350     | Матвій 19                                                                       | Ашмолеан музей                                                                                       | P. Oxy. 2385                       | Оксфорд                  | Велика Британія         |
| {\displaystyle {\mathfrak {P}}^{72}}                                      | 300     | 1 Петра, 2 Петра, Юди                                                           | Бодмерська бібліотека                                                                                | P. Bodmer VII, VIII                | Женева                   | Швейцарія               |
| {\displaystyle {\mathfrak {P}}^{73}}                                      | 650     | Матвія 25-26                                                                    | Бодмерська бібліотека                                                                                | P. Bodmer L                        | Женева                   | Швейцарія               |
| {\displaystyle {\mathfrak {P}}^{74}}                                      | 650     | Діяння; Якова; 1 Пе 1-3; 2 Пе 2-3; 1 Іван, 2 Іван, 3 Іван                       | Бодмерська бібліотека                                                                                | P. Bodmer XVII                     | Женева                   | Швейцарія               |
| {\displaystyle {\mathfrak {P}}^{75}}                                      | 175-225 | Лука 3-18,22-24; Іоанна 1-15                                                    | Ватиканська бібліотека                                                                               | P. Bodmer XIV, XV                  | Ватикан                  | Ватикан                 |
| {\displaystyle {\mathfrak {P}}^{100}}                                     | 300     | Якова 3-5                                                                       | Ашмолеан музей                                                                                       | P. Oxy. 4449                       | Оксфорд                  | Велика Британія         |
| {\displaystyle {\mathfrak {P}}^{101}}                                     | 250     | Матвія 3-4                                                                      | Ашмолеан музей                                                                                       | P. Oxy. 4401                       | Оксфорд                  | Велика Британія         |
| {\displaystyle {\mathfrak {P}}^{102}}                                     | 300     | Матвія 4                                                                        | Ашмолеан музей                                                                                       | P. Oxy. 4402                       | Оксфорд                  | Велика Британія         |
| {\displaystyle {\mathfrak {P}}^{103}}                                     | 200     | Матвія 13-14                                                                    | Ашмолеан музей                                                                                       | P. Oxy. 4403                       | Оксфорд                  | Велика Британія         |
| {\displaystyle {\mathfrak {P}}^{104}}                                     | 150     | Матвія 21                                                                       | Ашмолеан музей                                                                                       | P. Oxy. 4404                       | Оксфорд                  | Велика Британія         |
| {\displaystyle {\mathfrak {P}}^{105}}                                     | 500     | Матвія 27-28                                                                    | Ашмолеан музей                                                                                       | P. Oxy. 4406                       | Оксфорд                  | Велика Британія         |
| {\displaystyle {\mathfrak {P}}^{106}}                                     | 250     | Іоанна 1                                                                        | Ашмолеан музей                                                                                       | P. Oxy. 4445                       | Оксфорд                  | Велика Британія         |
| {\displaystyle {\mathfrak {P}}^{107}}                                     | 250     | Іоанна 17                                                                       | Ашмолеан музей                                                                                       | P. Oxy. 4446                       | Оксфорд                  | Велика Британія         |
| {\displaystyle {\mathfrak {P}}^{108}}                                     | 250     | Іоанна 17/18                                                                    | Ашмолеан музей                                                                                       | P. Oxy. 4447                       | Оксфорд                  | Велика Британія         |
| {\displaystyle {\mathfrak {P}}^{109}}                                     | 250     | Іоанна 21                                                                       | Ашмолеан музей                                                                                       | P. Oxy. 4448                       | Оксфорд                  | Велика Британія         |
| {\displaystyle {\mathfrak {P}}^{110}}                                     | 300     | Матвія 10:13-15,25-27                                                           | Ашмолеан музей                                                                                       | P. Oxy. 4494                       | Оксфорд                  | Велика Британія         |
| {\displaystyle {\mathfrak {P}}^{111}}                                     | 250     | Лука 17                                                                         | Ашмолеан музей                                                                                       | P. Oxy. 4495                       | Оксфорд                  | Велика Британія         |
| {\displaystyle {\mathfrak {P}}^{112}}                                     | 450     | Діяння 26-27                                                                    | Ашмолеан музей                                                                                       | P. Oxy. 4496                       | Оксфорд                  | Велика Британія         |
| {\displaystyle {\mathfrak {P}}^{113}}                                     | 250     | До римлян 2                                                                     | Ашмолеан музей                                                                                       | P. Oxy. 4497                       | Оксфорд                  | Велика Британія         |
| {\displaystyle {\mathfrak {P}}^{114}}                                     | 250     | Євр 1                                                                           | Ашмолеан музей                                                                                       | P. Oxy. 4498                       | Оксфорд                  | Велика Британія         |
| {\displaystyle {\mathfrak {P}}^{115}}                                     | 300     | Об'явлення 2-3,5-6,8-15                                                         | Ашмолеан музей                                                                                       | P. Oxy. 4499                       | Оксфорд                  | Велика Британія         |
| {\displaystyle {\mathfrak {P}}^{116}}                                     | 600     | Євр 2-3                                                                         | Австрійська національна бібліотека                                                                   | P. Vindob. G 42417                 | Відень                   | Австрія                 |
| {\displaystyle {\mathfrak {P}}^{117}}                                     | 400     | 2 Кор 7                                                                         | Державні музеї Гамбурга                                                                              | Inv. 1002                          | Гамбург                  | Німеччина               |
| {\displaystyle {\mathfrak {P}}^{118}}                                     | 250     | До римлян 15-16                                                                 | Institut für Altertumskunde [Архівовано 14 листопада 2009 у Wayback Machine.] Кельнський університет | Inv. 10311                         | Кельн                    | Німеччина               |
| {\displaystyle {\mathfrak {P}}^{119}}                                     | 250     | Іоанна 1                                                                        | Ашмолеан музей                                                                                       | P. Oxy. 4803                       | Оксфорд                  | Велика Британія         |
| {\displaystyle {\mathfrak {P}}^{120}}                                     | 350     | Іоанна 1                                                                        | Ашмолеан музей                                                                                       | P. Oxy. 4804                       | Оксфорд                  | Велика Британія         |
| {\displaystyle {\mathfrak {P}}^{121}}                                     | 250     | Іоанна 19                                                                       | Ашмолеан музей                                                                                       | P. Oxy. 4805                       | Оксфорд                  | Велика Британія         |
| {\displaystyle {\mathfrak {P}}^{122}}                                     | 400     | Іоанна 21                                                                       | Ашмолеан музей                                                                                       | P. Oxy. 4806                       | Оксфорд                  | Велика Британія         |
| {\displaystyle {\mathfrak {P}}^{123}}                                     | 350     | 1 Кор 14-15                                                                     | Ашмолеан музей                                                                                       | P. Oxy. 4844                       | Оксфорд                  | Велика Британія         |
| {\displaystyle {\mathfrak {P}}^{124}}                                     | 550     | 2 Кор 11                                                                        | Ашмолеан музей                                                                                       | P. Oxy. 4845                       | Оксфорд                  | Велика Британія         |
| {\displaystyle {\mathfrak {P}}^{125}}                                     | 300     | 1-е Петра 1,23-2,5; 2,7-12                                                      | Ашмолеан музей                                                                                       | P. Oxy. 4934                       | Оксфорд                  | Велика Британія         |
| {\displaystyle {\mathfrak {P}}^{126}}                                     | 350     | Євр 13,12-13.19-20                                                              | Національний археологічний музей Флоренції                                                           | PSI inv. 1479                      | Флоренція                | Італія                  |